# فانام فاري كريشنبورام
فانام فاري كريشنبورام (بالإنجليزية: Vanam Vari Krishnapuram)‏ هي منطقة سكنية تقع في الهند في أندرا برديش. يقدر عدد سكانها بـ 2,800 نسمة وترتفع عن سطح البحر 130 متر.